# Maruéjols-lès-Gardon
Maruéjols-lès-Gardon – miejscowość i gmina we Francji, w regionie Oksytania, w departamencie Gard.
Według danych na rok 1990 gminę zamieszkiwało 161 osób, a gęstość zaludnienia wynosiła 42 osoby/km² (wśród 1545 gmin Langwedocji-Roussillon Maruéjols-lès-Gardon plasuje się na 745. miejscu pod względem liczby ludności, natomiast pod względem powierzchni na miejscu 1057.).